# Rhabdomastix (Rhabdomastix) hynesi
Rhabdomastix (Rhabdomastix) hynesi is een tweevleugelige uit de familie steltmuggen (Limoniidae). De soort komt voor in het Nearctisch gebied.